# Кеті Мак-Морріс Роджерс
Кеті Енн Мак-Морріс Роджерс (англ. Cathy Anne McMorris Rodgers; нар. 22 травня 1969, Сейлем, Орегон) — американський політик з Республіканської партії. Представляє 5-й округ штату Вашингтон у Палаті представників США з 2005 року.
1990 року закінчила Pensacola Christian College, 2002 року здобула ступінь MBA в Університеті Вашингтона. З 1994 до 2004 року була членом Палати представників Вашингтону, де з 2002 до 2003 очолювала республіканців.